# 倫敦大學學院藥學院
倫敦大學學院藥學院（UCL School of Pharmacy），是倫敦大學學院（UCL）所屬的藥學院，為UCL生命醫學相關學院的一部分，座落於英國倫敦市區。
該學院是由英國皇家藥物學會（RPSGB）於1842年所創立，原名為「皇家藥物學會學院」（College of the Pharmaceutical Society）。1949年脫離藥物學會而加入倫敦大學成為一個組成學院，並改名為「藥學院」（The School of Pharmacy）。自1925年起開始授予倫敦大學學歷。學校於1952年獲得皇家特許，並於2012年1月併入倫敦大學學院。

## 歷史

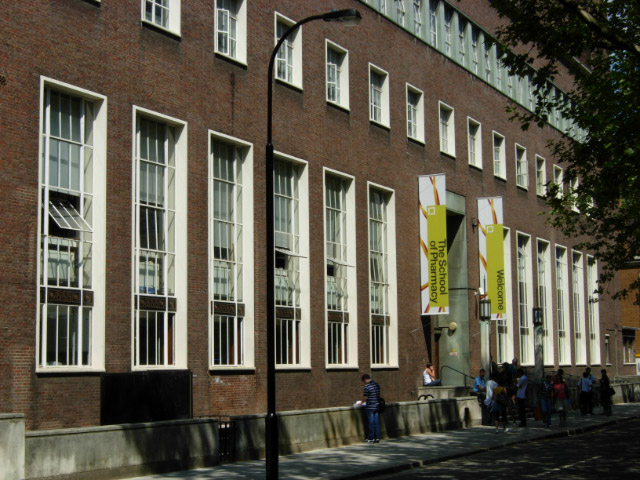
倫敦大學學院藥學院大樓的主要入口

該學院是由英國皇家藥物學會於1842年所創立。學校於1925年開始提供倫敦大學學位，並於1949年加入該大學作為專科學院。它於1952年獲得皇家特許。
自1935年起，於倫敦29/39 Brunswick Square啟動新校區建築工程。該工程於1939年因第二次世界大戰而停工，學校也在二戰期間遷校至卡地夫，直到1943年9月始遷回倫敦。1949年正式脫離皇家藥物學會而成為倫敦大學轄下的一所專門學院，為英國第一所頒授藥學學位之教育機構，同年更名為「倫敦大學藥學院」（The School of Pharmacy, University of London，縮寫ULSOP）。
該校紋章於1950年誕生，其上註有拉丁文Salutifer Orbi，英文翻譯為 Bringing health to the world，也就是「將健康帶來這個世界」之校訓。皇家特許狀於1952年獲頒。位於29/39 Brunswick Square的新校區建築終於在1960年完工啟用，並由伊莉莎白王太后（時任倫敦大學校長）主持落成啟用典禮。伊莉莎白王太后在落成典禮上稱其為倫敦當年最古老的新建築（因其始造於1938年），該建築亦成為英國史上第一間專門為藥學院而修建的建築物。由於該校校址皆位於倫敦的Squares旁，該校師生與校友亦暱稱該校為「The Square」，該校之正方形校徽也因此而來。

經過長時間和廣泛的咨詢，在該校師生抗議未果之下，倫敦大學藥學院在2011年5月13日正式公布與倫敦大學學院的合併計劃，最後一屆倫敦大學藥學院畢業證書於2011年9月頒發。有關合併計劃於2012年1月起生效，該校改隸倫敦大學學院，並更改為現名。自2012年起改頒發倫敦大學學院之畢業證書，校友亦併入倫敦大學學院校友會管理。

## 大學排名
在QS世界大學科目排名（QS World University Rankings by Subject）之藥學與藥理學科目方面，該校2015年排名世界第五位，歐洲排名第三位，僅次於英國牛津大學與英國劍橋大學，但牛津大學與劍橋大學僅於醫學院設立藥理學研究所，並無設立獨立藥學院亦無授予英國藥師必須具備之藥學士Master of Pharmacy MPharm文憑亦無教授其他藥學專業科目如藥劑學)。
2016年排名世界第八位，2017年排名世界第八位，2018年排名世界第七位。

## 外部連結
- （英文）倫敦大學學院藥學院官方網站 （页面存档备份，存于）